# Freddie Redd
Freddie Redd (Nueva York, 29 de mayo de 1928-Ibidem, 17 de marzo de 2021) fue un pianista y compositor estadounidense de Hard bop. Es conocido fundamentalmente por ser el autor de la banda sonora de la película The Connection (1959).

## Biografía
Redd nació y creció en la ciudad de Nueva York, tras perder a su padre, se crio con su madre. Residió en los barrios de Harlem y Brooklyn. Músico autodidacta, comenzó a tocar el piano siendo muy joven. Decidió formarse seriamente como músico de jazz tras escuchar a Charlie Parker durante su servicio militar en Corea a mediados de los años 40.
Tras finalizar su servicio en el Ejército en 1949, trabajó con el batería Johnny Mills, y de vuelta en Nueva York, con Tiny Grimes, Cootie Williams, Oscar Pettiford y The Jive Bombers. En 1954, tocó con Art Blakey y en 1956 realizó una gira por Suecia con Ernestine Anderson y Rolf Ericson.
El mayor éxito de Redd llegó a finales de la década de 1950 cuando fue invitado por la compañía teatral The Living Theatre a componer la música de su espectáculo The Connection, que posteriormente fue llevado al cine. Tanto en la obra teatral como en la película, Redd actuó como músico y actor. La versión teatral tuvo cierto éxito en Nueva York y la compañía salió de gira por Estados Unidos y Europa. Redd también dirigió la grabación de un álbum con la música de la obra, que fue publicada por el sello Blue Note y que contó con Jackie McLean al saxofón. A pesar del éxito de The Connection, su carrera se vio estancada en Estados Unidos, razón por la cual Redd se mudó en Europa.
Regresó a Estados Unidos en 1974, instalándose en la Costa Oeste, donde se convirtió en habitual de la escena artística de San Francisco, realizando grabaciones de forma intermitente hasta 1990. En 2011, se mudó a Baltimore.
Redd nunca llegó a alcanzar el éxito comercial, sin embargo sus líneas creativas y sus innovaciones compositivas le proporcionaron una sólida reputación llegando a colaborar con numerosos músicos de prestigio como Jackie McLean, Tina Brooks, Paul Chambers, Howard McGhee, Milt Hinton, Lou Donaldson, Benny Bailey, Charles Mingus, Louis Hayes, Al McKibbon, Billy Higgins, Osie Johnson, Tommy Potter o Joe Chambers. En 1968 tocó el órgano en "Carolina in My Mind" de James Taylor. Redd grabó numerosos álbumes como líder de su banda que gozaron de buenas críticas entre la prensa especializada. En 2013 realizó una gira europea, siendo uno de los pocos pioneros de la era dorada del hard-bop que aún se mantenían en activo.

## Discografía

### Como líder
- 1955 - Piano:East/West (Savoy) compartido con Hampton Hawes
- 1955 - Introducing the Freddie Redd Trio (Prestige)
- 1957 - San Francisco Suite (Riverside)
- 1960 - The Music from ″The Connection″ (Blue Note)
- 1960 - Shades Of Redd (Blue Note)
- 1961 - Redd's Blues (Blue Note) - reeditado en 1988
- 1965 - Movin' reissue of Piano:EastWest  (Status Prestige)
- 1971 - Under Paris Skies (Futura)
- 1977 - Straight Ahead! (Interplay)
- 1978 - Extemporaneous (Interplay) - reeditado en 1990
- 1985 - Lonely City (Uptown) - reeditado en 1989
- 1988 - Live at the Studio Grill (Triloka) - reeditado en 1990
- 1990 - Everybody Loves a Winner (Milestone)
- 1998 - Freddie Redd and his International Jazz Connection (2001, Fairplay INJazz)

### Como colaborador
- Gene Ammons: All Star Sessions (Prestige, 1955)
- Joe Roland: Joltin' Joe Roland (Savoy, 1955), Joe Roland Quintette (Bethlehem, 1955)
- Rolf Ericson: Rolf Ericson & The American All Stars (Dragon, 1956)
- Art Farmer: When Farmer Met Gryce (Prestige, 1955)
- Tiny Grimes: The Complete 1950-1954, Volumes 3, 4, 5 (Blue Moon)
- Howard McGhee: Music from the Connection (Felstead, 1961)